# Stenamma huachucanum
Stenamma huachucanum är en myrart som beskrevs av Smith 1957. Stenamma huachucanum ingår i släktet Stenamma och familjen myror. Inga underarter finns listade i Catalogue of Life.

## Bildgalleri

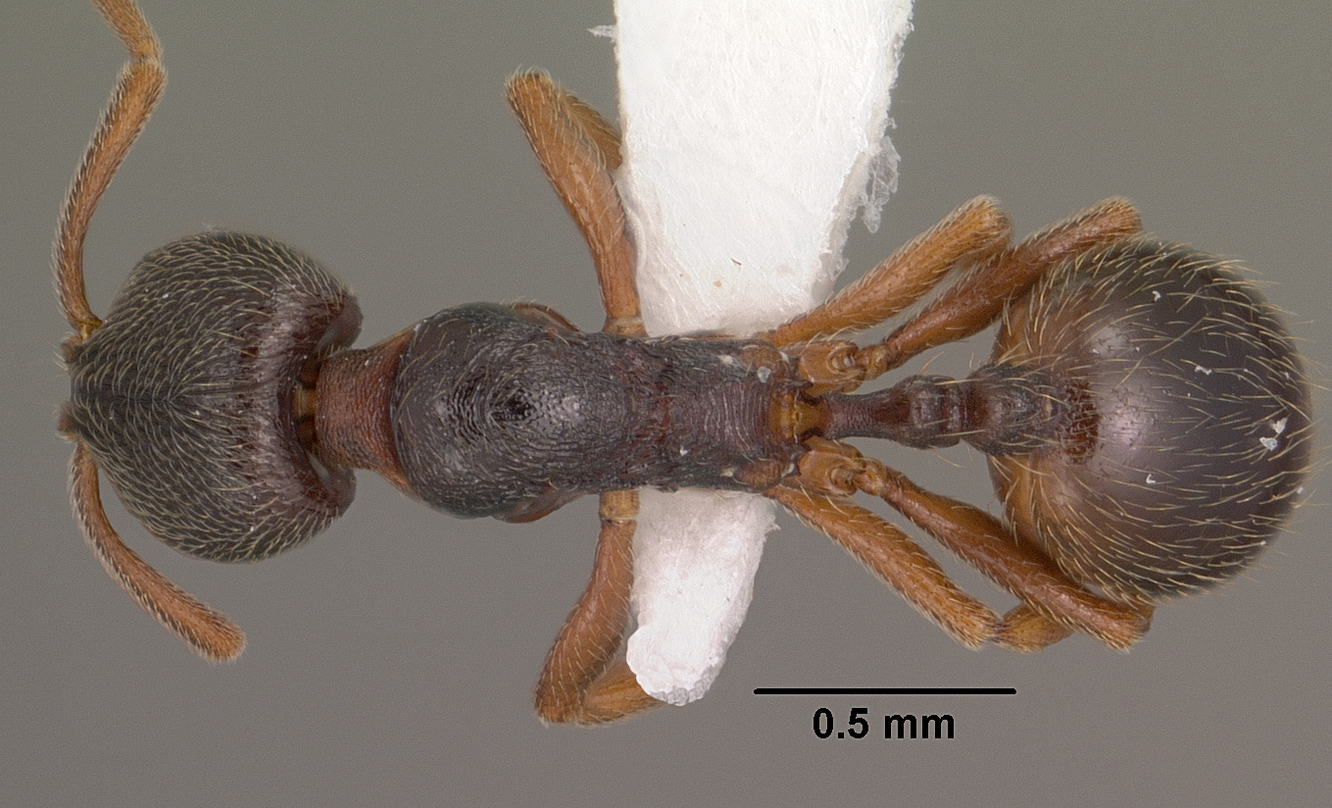
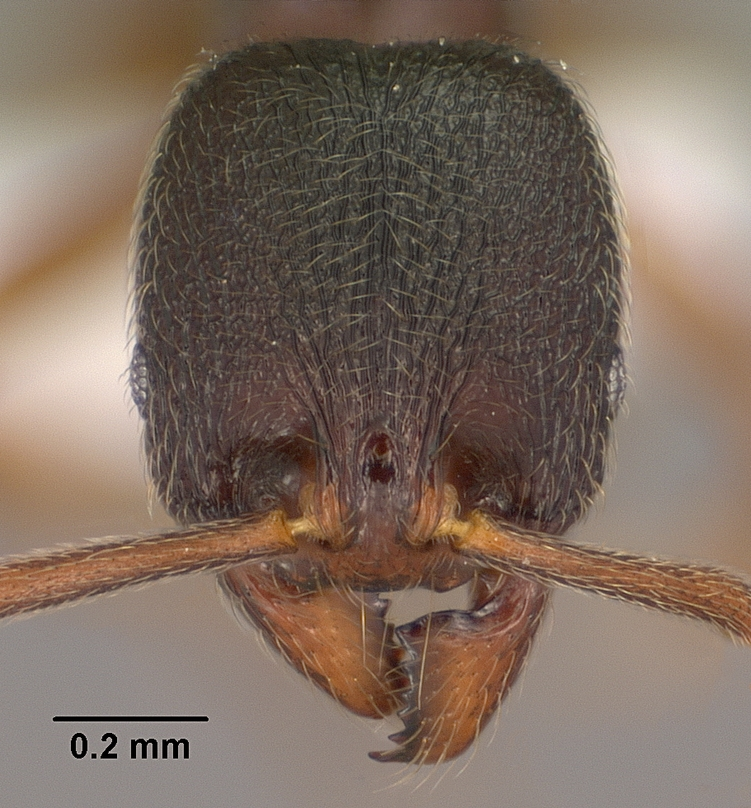
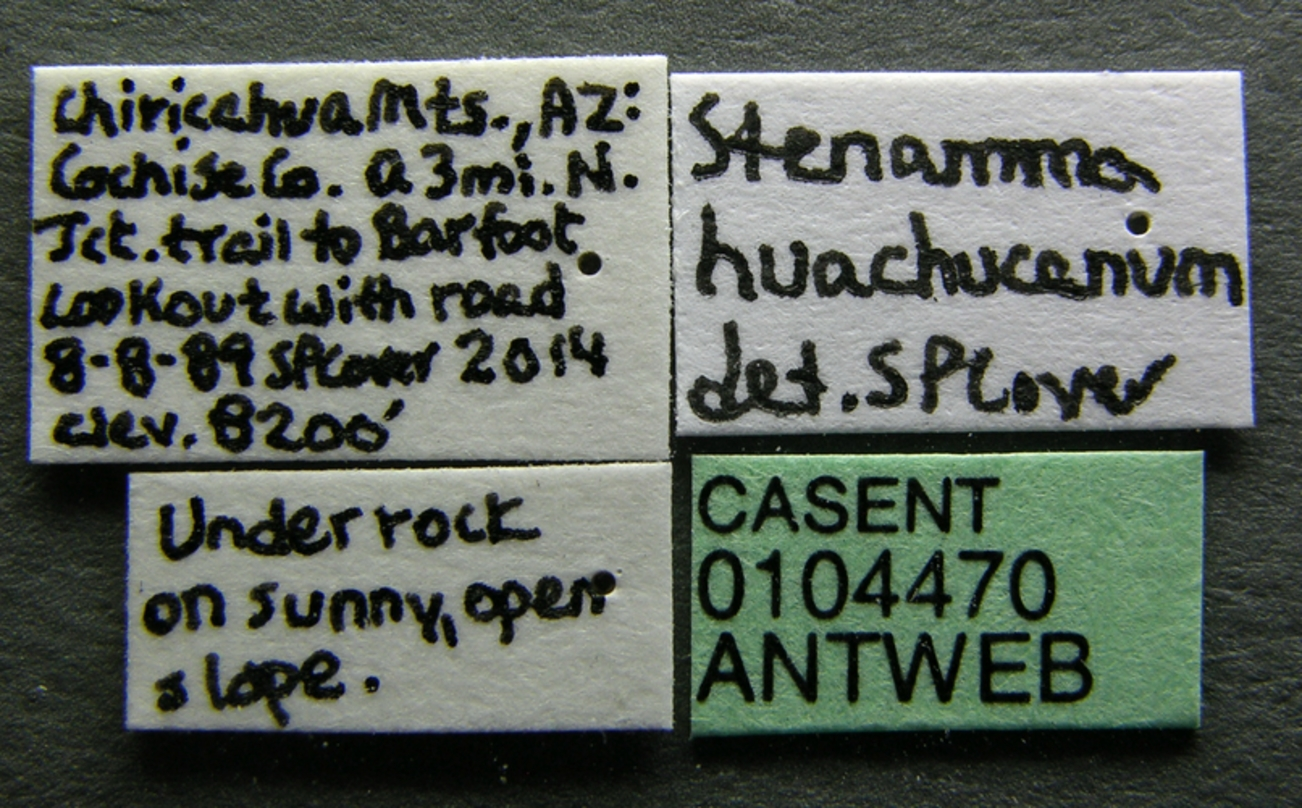
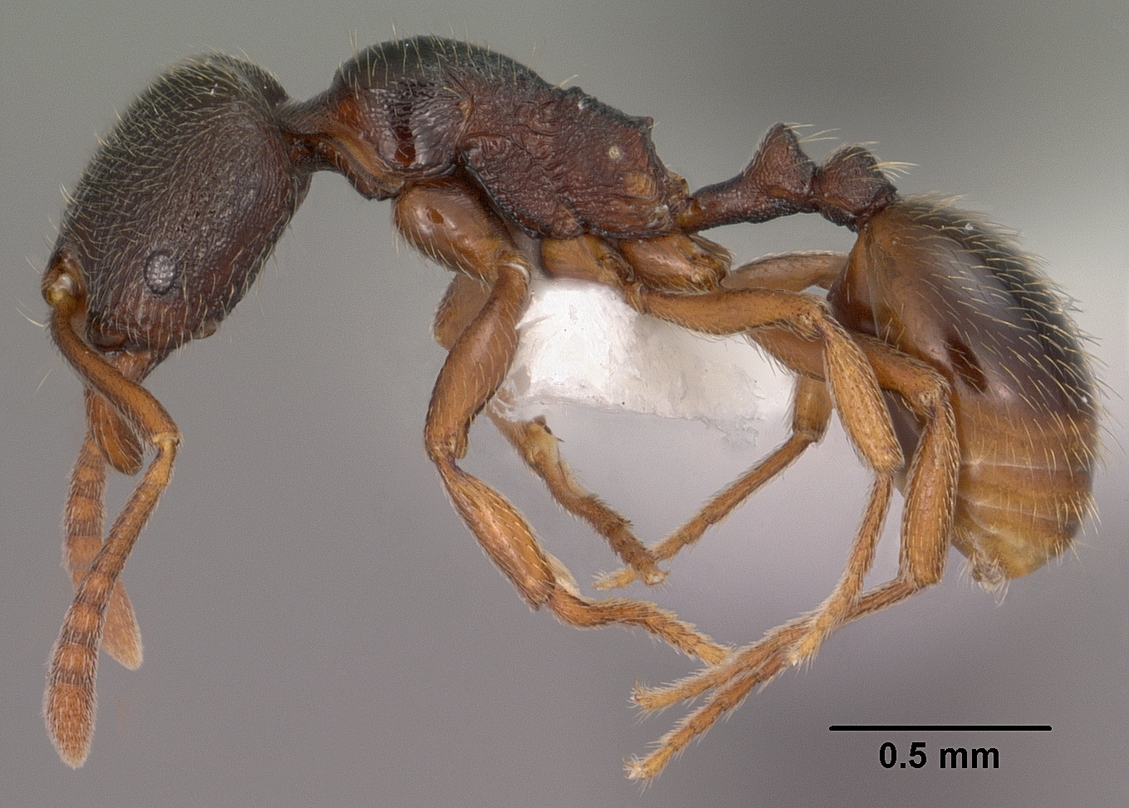